# 马来亚铁道电动列车服务
电动列车服务（英語：Electric Train Service，缩写：ETS，俗称“双轨电动火车”），是由马来亚铁道公司旗下子公司经营的快速城际电力动车组服务。电动列车服务是继KTM通勤铁路后，马来西亚铁路公司推出的第二个电动列车服务。
电动列车服务的运行区间为巴东勿刹站至昔加末站（2025年3月15日起投入营运），最快运营速度可达到每小时140公里，依照客运铁路技术分类，属于準高速铁路，与日本的音速号列车，台湾的太鲁阁列车及普悠玛列车的速度相仿。

## 背景
该线路是马来亚铁道为配合西海岸线复线电气化提速改造工程完成，而在2010年代推出的快捷城际客运服务，并在此后逐步随西海岸线工程的进行，延伸至北马和南马两端。

## 列车服务
| 路线                | 服务 | 停靠车站与数量 | 趟与车次编号       |
| ------------------- | ---- | --- | ------------------ |
| 吉隆坡中央–怡保     | 金色 | 12 (吉隆坡中央、吉隆坡、甲洞中央、双溪毛糯、万挠、丹绒马林、仕林河、宋溪、打巴路、金宝、华都牙也、怡保) | 8 (EG9022-EG9035)  |
| 吉隆坡中央–怡保     | 银色 | 14 (吉隆坡中央、吉隆坡、甲洞中央、双溪毛糯、万挠、峇冬加里、新古毛、丹绒马林、仕林河、宋溪、打巴路、金宝、华都牙也、怡保) | 2 (ES9051、ES9052) |
| 吉隆坡中央–怡保     | 快车 | 4 (吉隆坡中央、吉隆坡、华都牙也、怡保) | 2 (EX9004、EX9009) |
| 吉隆坡中央–巴东勿刹 | 白金 | 15 (吉隆坡中央、吉隆坡、双溪毛糯、丹绒马林、金宝、华都牙也、怡保、瓜拉江沙、太平、巴里文打、打昔牛汝莪、双溪大年、亚罗士打、亚娄、巴东勿刹) | 8 (EP9272-EP9279)  |
| 吉隆坡中央–巴东勿刹 | 快车 | 9 (吉隆坡中央、吉隆坡、双溪毛糯、怡保、太平、双溪大年、亚罗士打、亚娄、巴东勿刹) | 2 (EX9206、EX9207) |
| 吉隆坡中央–北海     | 白金 | 12 (吉隆坡中央、吉隆坡、双溪毛糯、丹绒马林、金宝、华都牙也、怡保、瓜拉江沙、太平、巴里文打、大山脚、北海) | 10 (EP9171-EP9180) |
| 吉隆坡中央–北海     | 快车 | 6 (吉隆坡中央、吉隆坡、怡保、太平、大山脚、北海) | 2 (EX9104、EX9107) |
| 巴东勿刹–昔加末     | 金色 | 30 (昔加末、金马士、巴登马六甲、普罗士邦／淡边、芙蓉、加影、南湖镇、吉隆坡中央、吉隆坡、双溪毛糯、万挠、丹绒马林、打巴路、金宝、华都牙也、怡保、和丰、瓜拉江沙、硝山、太平、峇眼色海、巴里文打、高渊、打昔牛汝莪、双溪大年、莪仑、亚罗士打、安南武吉、亚娄、巴东勿刹) | 2 (EG9420、EG9425) |
| 北海–昔加末         | 金色 | 25 (昔加末、金马士、巴登马六甲、普罗士邦／淡边、芙蓉、加影、南湖镇、吉隆坡中央、吉隆坡、双溪毛糯、峇冬加里、丹绒马林、打巴路、金宝、华都牙也、怡保、和丰、瓜拉江沙、硝山、太平、峇眼色海、巴里文打、高渊、大山脚、北海)                                               | 2 (EG9321、EG9322) |

服务路线图（旧版，尚未新增昔加末站）

该服务在2010年8月12日开通时，最初运行于怡保与芙蓉之间。2012年10月，吉隆坡中央至芙蓉的服务暂停。
2015年7月10日，该服务从怡保经北海站延伸至巴东勿刹站，开通了停靠24个车站的"ETS Transit"服务，最初每天只有一列车由吉隆坡中央到达此站。翌日，停靠15个车站的"ETS Express"开通，由吉隆坡中央经北海至巴东勿刹站，同样每天只有一班。

2015年9月，吉隆坡中央与北海之间新增了一对列车，该班次在2015年10月由吉隆坡中央延伸至金马士，同时开通的还有金马士至巴东勿刹间的列车服务。此次延伸的线路利用了芙蓉与金马士间于2014年完成的复线电气化工程。
同时，在2015年10月，北海与巴东勿刹站间在原有基础上增开了一班列车，但随着KTM通勤铁路北马区的开通，随后被取消。
在此之后，列车时刻表又发生过多次改变，原有的「ETS Transit」与「ETS Express」被白金服务（Platinum Services），金色服务（Gold Services）与银色服务（Silver Services）取代。列車上也配有餐車，提供餐飲的服務。
2019年10月10日，由中车株洲电力机车有限公司在马来西亚本地化生产的“ETS2”米轨动车组正式投入使用，也是马来西亚首个具有商务座舱的动车组。除了在马来西亚生产制造以外，车内也设置了穆斯林祈祷室、洁净设施和指南针等，并在设计上对身心障碍人士友善。该动车组的商务座椅不仅可以180度旋转，还内置了影音娱乐、远程点餐、服务呼叫、动态地图等功能。
2024年8月1日，马来亚铁道新增了3个电动城际列车之特快车班次，于吉隆坡中央 - 怡保/北海/巴东勿刹路线中停靠一些特定的车站。这些特殊班次因仅会停靠西海岸线上较少的主要车站而提供了更快速的旅途，于巴生谷双轨铁道项目（KVDT）第一阶段（万挠 - 吉隆坡中央路段）升级工程完成后新增。（资讯根据英文版网页）

### 吉隆坡中央－怡保
吉隆坡中央与怡保间的列车最初随西海岸双线电气化工程的完成，于2010年8月开通。该服务最初包括吉隆坡中央至芙蓉的区段，但在2012年10月取消。

### 金马士－新山中央
2025年3月15日，金马士至昔加末路段的电气化工程已竣工并投入运作，而昔加末以南到新山的火车铁轨目前仍是单线，同时也正在进行提升工程。
金马士至新山的铁路轨道全长达192公里，并耗资89亿令吉，最高时速可达每小时160公里，不过列车会和目前线路一样以每小时140公里行驶；届时从吉隆坡至新山只需要约3小时30分钟。列车每日将有22趟班次，并可同时运载346人。
涉及电气化工程的12个站分别是昔加末、银旺、拉美士、彼咯、巴罗、居銮、明吉摩、令金、拉央拉央、古来、甘拔士峇鲁和新山中央车站，其中银旺和明吉摩是货运站，以及将在士乃镇新建车站。